# Clube naval de Portimão
O  Clube Naval de Portimão (CNP)  é uma instituição sem fins lucrativos ligada a desportos náuticos localizada na cidade de Portimão, em Portugal.

## História
O Clube Naval de Portimão foi fundado a 8 de outubro de 1960 e, posteriormente no ano de 2010 foi galardoado uma medalha de mérito municipal grau ouro.